# Christian Förster
Johann Hinrich Christian Förster (* 9. Oktober 1825 in Hamburg; † 6. August 1902 ebenda) war ein deutscher Maler, Grafiker und Karikaturist.

## Leben und Wirken
Der Vater von Christian Förster stammte gebürtig aus Danzig und unterhielt in Hamburg eine Gastwirtschaft im Kirchspiel Jacobi. Laut einem Nachruf im Hamburgischen Correspondenten besuchte Christian Förster die Akademie der Künste in Berlin und hospitierte anschließend bei Malern in Paris. Weitere Belege hierfür sind jedoch nicht vorhanden. Er lernte dort, Menschen und Tiere figürlich hervorragend zu zeichnen. Seine Motiven wirkten lebendig in ihren Bewegungen mit ausgeprägtem mimischen und gestischen Ausdruck.
Ab Anfang 1850 arbeitete er als Illustrator für die seit zwei Jahren bestehende Zeitung Reform. Das Blatt, das überwiegend von der Kleinbürgerschaft gelesen wurde, entwickelte sich zur auflagenstärksten Zeitung Hamburgs. Es handelte sich um ein großformatiges, vierspaltiges Werk, dessen Titelseite ein zwei Spalten breites Bild zeigte, was auf dem Hamburger Zeitungsmarkt neu und einzigartig war. Die Zeitung erschien über 45 Jahre mit 10.000 Titelbildern, von denen einige mehrfach erschienen. Den Großteil dieser Bilder erstellte Förster, der daher auch als „Reformförster“ bekannt war.
Neben der Arbeit für die Reform erstellte Förster auch Federzeichnungen, die als Druckvorlagen für Xylografien genutzt wurden. Diese erschienen in Satirezeitschriften wie dem Omnibus, dem Industriellen Humoristen und den Hamburger Wespen. Förster erstellte sachliche oder karikierende Porträts und Bilder von kriegerischen, politischen und gesellschaftlichen Vorgängen und Neuheiten aus Technik und Architektur. Viele Bilder zeigten das Arbeitsleben und die Moden, die in den Straßen getragen wurden. Auch die Trachten der Händler auf den Märkten, anderer Berufsgruppen, das Bürgermilitär und Berufssoldaten zählten zu den Motiven. Förster befasste sich besonders gerne mit Volksfesten und den verschiedenen Typen der Gesellschaft. Bei Themen zu Politik und Gesellschaft erstellte er meist Karikaturen. Darstellungen des bürgerlichen Lebens versah der Zeichner mit dialoghaften Untertexten. Sie wurden somit zu illustrierten Witzen, die zumeist menschliche Schwächen und Heiterkeiten des Alltags behandelten. Die Texte verfasste er dabei oftmals niederdeutsch oder missingsch. Förster erstellte viele Bilder jüdischer Personen, die sich im Mauschel-Jargon unterhielten. Die zunächst harmlosen Witze wurden in späteren Jahren zu antisemitischen Verunglimpfungen. In anderen Werken ist zu sehen, dass Förster zunehmend nationalistisch überhebliche Positionen, insbesondere zu militärischen Themen, vertrat.
Christian Förster illustrierte mehrere Bücher, die humoristische niederdeutsche Erzählungen enthielten. Hierzu gehörte De Reis na'n Hamborger Dom von Theodor Piening aus dem Jahr 1883. Außerdem erstellte er Lithografien von Hamburger Originalen wie Hans Hummel. Bekannt sind auch wenige kleine Ölgemälde und Aquarelle, die Förster vermutlich zu Studienzwecken für seine lithografischen Werke nutzte.
Da Förster ausgesprochen zurückgezogen lebte, ist über ihn, im Gegensatz zu seinen Werken, wenig bekannt.
1948 wurde die Christian-Förster-Straße in Hamburg-Hoheluft-West nach ihm benannt.

## Familie
Christian Förster heiratete zwei Mal. Aus der ersten Ehe ging eine Tochter hervor, aus der zweiten Ehe der Grafiker und Schriftsteller Hans Förster.

## Ausstellungen (Auswahl)
- 2019: Hamburger Schule – Das 19. Jahrhundert neu entdeckt (12. April bis 14. Juli), Hamburger Kunsthalle